# Das Letzte seiner Art
Das Letzte seiner Art (Originaltitel: The Man Trap) ist die nach Ausstrahlungsreihenfolge erste bzw. nach Produktionsreihenfolge fünfte Episode der ersten Staffel der Science-Fiction-Fernsehserie Raumschiff Enterprise. Sie wurde in englischer Sprache erstmals am 8. September 1966 bei NBC ausgestrahlt. In Deutschland war sie zum ersten Mal im September 1987 in einer synchronisierten Fassung bei Sat.1 zu sehen, nachdem das ZDF sie bei der deutschen Erstausstrahlung der Serie in den Jahren 1972 bis 1974 übergangen hatte.

## Handlung
Wir schreiben das Jahr 2266, Sternzeit 1513,1. Das Raumschiff Enterprise umkreist den Planeten M-113 wegen einer medizinischen Routineuntersuchung, die Dr. McCoy bei dem Archäologen Professor Robert Crater und seiner Frau Nancy durchzuführen hat. Außer ihm werden auch Captain Kirk und der Crewman Darnell hinuntergebeamt, während Commander Spock das Kommando über die Enterprise hat. Der Auftrag ist etwas delikat, denn McCoy hatte mit Nancy Crater zehn Jahre zuvor eine Liebesbeziehung. Merkwürdigerweise scheint die Frau für McCoy nicht gealtert zu sein, während sie Kirk ihrem Alter entsprechend erscheint und Darnell eine Frau zu sehen glaubt, die er auf Wrigleys Vergnügungsplanet kennengelernt hat.
Professor Crater, der die Ruinen einer alten Zivilisation erforscht, benimmt sich abweisend gegenüber den Besuchern und lehnt sogar eine medizinische Untersuchung ab. Allerdings verlangt er Salztabletten zur Nahrungsergänzung, da diese im trockenen Klima von M-113 benötigt werden. Als McCoy dennoch mit der Untersuchung Craters beginnt, hören alle einen Schrei von Nancy. Darnell liegt draußen tot am Boden, weil er angeblich von einer einheimischen Pflanze gegessen hat, was Nancy, wie sie beteuert, nicht mehr habe verhindern können. Spocks Analyse bestätigt später, dass die Pflanze zwar giftig ist, doch nicht die auffälligen Flecken auf Darnells Gesicht hervorgerufen haben kann.
McCoy stellt an Bord bei der Autopsie Darnells fest, dass in dessen Körper kein Salz mehr vorhanden ist. Ein weiteres Mitglied der Schiffsbesatzung stirbt kurze Zeit später auf M-113. Auch Crewman Green wird umgebracht. Nancy verwandelt sich plötzlich in den getöteten Crewman und wird auf die Enterprise gebeamt, wo es weitere Opfer gibt. Auf dem Planeten kommt es zum Kampf zwischen Professor Crater, Kirk und Spock. Crater wird schließlich überwältigt und gesteht, dass die echte Nancy schon mehr als ein Jahr tot ist und ein Wesen des Planeten, das Letzte seiner Art, ein Gestaltwandler, das von Salz lebt, ihre Rolle und ihren Platz eingenommen hat. Dieses Wesen vergleicht er mit den ausgestorbenen nordamerikanischen Bisons. Das Wesen sucht schließlich McCoy, dessen Gestalt es eine Zeitlang ebenfalls annimmt, um Kirk zu töten, woraufhin McCoy es nach einigem Zögern erschießt.

## Verbindungen zu anderen Star-Trek-Produktionen
McCoy sagt zum ersten Mal die in späteren Folgen oft wiederholten Worte: „Er ist tot, Jim!“ Häufiger sind nur seine Zitate, die mit „Ich bin Arzt, kein …“ beginnen.
Bemerkenswert ist auch der folgende Dialog zwischen Uhura und Spock:

Uhura: „Warum sagen Sie mir nicht, wie Ihr Planet Vulkan aussieht, in einer lauen Sommernacht, wenn der Vollmond scheint?“
Spock: „Der Vulkan hat keinen Mond, Miss Uhura.“
Uhura: „Das überrascht mich gar nicht, Mister Spock.“
In späteren Produktionen wie der Folge 1.02 (Das Zeitportal) der Zeichentrickserie Die Enterprise sowie Star Trek: Der Film (1979) wurden verschiedene große Himmelskörper in der Nähe Vulkans gezeigt, die im Nachhinein nicht als Monde, sondern als Schwesterplanet mit Mond erklärt wurden. Für eine DVD-Fassung des ersten Kinofilms wurden sogar zwei der gezeigten Himmelskörper wieder entfernt, da sie als Monde aufgefasst werden konnten.
Der Salzvampir aus dieser Folge wurde in späteren Star-Trek-Produktionen mehrfach wieder aufgegriffen:
- In der Raumschiff-Enterprise-Folge Tödliche Spiele auf Gothos wurde das Kostüm als kurz zu sehendes Requisit wiederverwendet.
- In der 2020 gestarteten animierten Serie Star Trek: Lower Decks gibt es in mehreren Folgen Anspielungen auf das Wesen. Unter anderem wird hier der lange Zeit nur inoffiziell verwendete Name „Salzvampir“ kanonisiert. Außerdem ist ein lebendes Exemplar zu sehen, woraus sich ergibt, dass das Wesen auf M-113 doch nicht das letzte seiner Art war.

## Produktion
Während der Dreharbeiten wurde die Episode eine Zeitlang als The Unreal McCoy (Der unwirkliche McCoy) bezeichnet, was sich auf den Gestaltwandler bezieht, der dann McCoys Äußeres annimmt, und auch auf die englische Redewendung „the real McCoy“ (dt. etwa „der wahre Jakob“) anspielt. Dieser Titel wurde auch von James Blish für die Buchfassung bei Bantam Books verwendet.
Das Letzte seiner Art wurde unter mehreren schon gedrehten Episoden als Pilotepisode ausgewählt, obwohl es insgesamt die fünfte Folge war (Produktionscode 6149-06). So wurde der zweite Pilotfilm Die Spitze des Eisberges (Where no man has gone before) erst als dritte Folge ausgestrahlt. Auch die Episoden Der Fall Charly und Die Frauen des Mr. Mudd wären in Frage gekommen. Der bereits 1964 gedrehte ursprüngliche Pilotfilm Der Käfig wurde mittels einer Rahmenhandlung in die Doppelfolge Talos IV – Tabu integriert.

## Adaptionen
James Blish schrieb eine Textfassung von Das Letzte seiner Art, die auf Englisch erstmals 1967 in der Geschichtensammlung Star Trek (in späteren Auflagen Star Trek 1) erschien. Die deutsche Übersetzung erschien 1972.
Jenny Parks verarbeitete Das Letzte seiner Art als eine von mehreren Raumschiff-Enterprise-Episoden in ihrem 2017 erschienenen Buch Star Trek Cats, in dem die Hauptfiguren der Serie als Katzen dargestellt werden.

## Rezeption
Sven Harvey zählte Das Letzte seiner Art 2015 auf der Website Den of Geek als eine der 25 besten Folgen der beiden Serien Raumschiff Enterprise und Die Enterprise.
Matthew Fisher erstellte 2017 für die Website whatculture.com eine Liste der 30 besten Star-Trek-Folgen. Das Letzte seiner Art führte er hier auf Platz 18.
Adam Clery führte Das Letzte seiner Art 2020 auf whatculture.com in einer Liste der zehn gruseligsten Star-Trek-Folgen auf Platz 6.
Paul Rowe listete Das Letzte seiner Art 2020 auf popmasters.com in einer Aufstellung der 20 besten Folgen von Raumschiff Enterprise auf Platz 7.
Ryan Britt führte Das Letzte seiner Art 2021 auf der Website Den of Geek als eine von zehn Raumschiff-Enterprise-Folgen, die das Franchise am besten definieren.
Christian Blauvelt listete Das Letzte seiner Art 2022 auf hollywood.com in einem Ranking aller 79 Raumschiff-Enterprise-Folgen auf Platz 73.

## Parodien und Anspielungen
Die 1973 entstandene türkische Komödie Turist Ömer Uzay Yolunda (Tourist Ömer in Star Trek) ist in erster Linie eine (unlizenzierte) Nacherzählung der Raumschiff-Enterprise-Folge Das Letzte seiner Art, enthält aber auch Elemente aus den Folgen Der alte Traum, Ganz neue Dimensionen, Weltraumfieber und Der dressierte Herrscher.
In der Science-Fiction-Serie Red Dwarf werden in den beiden Folgen Camille und Psirens von 1991 und 1993 Elemente aus Das Letzte seiner Art aufgegriffen.
Die Porno-Parodie Sex Trek – Die geile Generation (Originaltitel: Sex Trek: The Man Eater) von 1999 basiert auf der Handlung von Das Letzte seiner Art.
Die Folge 7.11 Nicht alle Hunde kommen in den Himmel der Zeichentrickserie Family Guy von 2008 spielt teilweise auf einer Star-Trek-Convention und enthält daher zahlreiche Anspielungen auf das Franchise. Unter anderem ist ein Fan im Kostüm des Salzvampirs aus Das Letzte seiner Art zu sehen.